# Деспотович, Ранко
Ранко Деспотович (серб. Ранко Деспотовић; 21 января 1983, Лозница) — сербский футболист, нападающий.

## Клубная карьера
Ранко начал свою профессиональную карьеру в 17 лет в ФК «Лозница», из своего родного города. За этот клуб он провел 64 встречи и забил 21 мяч.
Своей игрой Деспотович привлек внимание тренерского штаба «Войводины», к которой присоединился в 2003 году.
В сезоне 2006/07 с 17 мячами стал вторым бомбардиром турнира.
В январе 2008 Деспотович перешёл в румынский «Рапид», а уже летом подписал 3-летний контракт с испанской «Мурсией». В сезоне 2009/10 был отдан в аренду в Сегунду в «Саламанку». Следующий сезон провёл в «Жироне».
1 июля 2011 года Деспотович подписал контракт с японским клубом «Урава Ред Даймондс». В конце 2013 года после неудачного просмотра в «Жироне», Ранко под влиянием своего бывшего одноклубника по «Войводине», Николы Петковича присоединился к австралийскому клубу «Сидней». Свой дебютный матч в А-лиге нападающий провёл против «Веллингтон Феникс», выйдя на замену и забив победный мяч в компенсированное время.
7 июля 2014 года Ранко возвратился в Испанию, перейдя в «Алавес», выступающий в Сегунде.

## Карьера в сборной
Деспотович дебютировал в сборной Сербии в отборочном матче к Чемпионату Европы 2008 против сборной Казахстана 24 ноября 2007 года (1-0).